# Catherine Bush (Schriftstellerin)
Catherine Bush (* 1961 in Toronto) ist eine kanadische Schriftstellerin.

## Biografie
In Toronto geboren und an den University of Toronto Schools ausgebildet, besuchte sie die Yale University und schloss mit einem Bachelor of Arts in vergleichender Literatur ab.
Ihr Debütroman, Minus Time (1993), wurde für den Amazon.ca First Novel Award und den Buchpreis der City of Toronto nominiert. Er wurde auch in den USA und Großbritannien veröffentlicht.
The Rules of Engagement (HarperCollins, 2000), ein nationaler Bestseller, wurde international veröffentlicht, für den City of Toronto Book Award nominiert und von der Los Angeles Times und der New York Times als bemerkenswertes Buch und von The Globe and Mail als bestes Buch des Jahres gewählt.
Claire's Head (M & S, 2004) wurde für den Trillium Award nominiert und von The Globe and Mail zum besten Buch des Jahres gekürt.
Bush unterrichtete Kreatives Schreiben an Universitäten wie Concordia, der University of Florida und der University of Guelph. Sie ist derzeit Koordinatorin des Creative Writing MFA an der University of Guelph und Professorin am Online-MFA-Programm der University of British Columbia.
Sie war Writer-in-Residence an der McMaster University, der University of New Brunswick, der University of Alberta und der University of Guelph.
Ihre Sachbücher wurden in zahlreichen Publikationen veröffentlicht, darunter The Globe and Mail und das New York Times Magazine.

## Bibliographie
- Minus Time (1993)
- The Rules of Engagement (2000)
- Claire's Head (2004)
- Accusation (2013)